# Kaupichthys japonicus
Kaupichthys japonicus is een straalvinnige vissensoort uit de familie van valse murenen (Chlopsidae). De wetenschappelijke naam van de soort is voor het eerst geldig gepubliceerd in 1960 door Matsubara & Asano.